# Teucholabis (Teucholabis) spinigera
Teucholabis (Teucholabis) spinigera is een tweevleugelige uit de familie steltmuggen (Limoniidae). De soort komt voor in het Neotropisch gebied.